# ان‌جی‌سی ۲۹۷
ان‌جی‌سی ۲۹۷ (انگلیسی: NGC 297) نام یک کهکشان در صورت فلکی نهنگ است.